# Victoria Florești
Victoria Florești este o fabrică de anvelope din județul Prahova, deținută de compania franceză Michelin.
A fost cumpărată în anul 2001 de către Michelin, de la grupul Tofan.
Uzina de la Florești produce mărcile Michelin, BF Goodrich, Kormoran și Kleber.
Număr de angajați în 2008: 1.800